# پست لیختنشتاین
پست لیختنشتاین (انگلیسی: Liechtensteinische Post) شرکت دولتی پست لیختن‌اشتاینی است، که در سال ۲۰۰۰ تأسیس شد.